# The Perfidy of Mary
The Perfidy of Mary er en amerikansk stumfilm fra 1913 af D. W. Griffith.

## Medvirkende
- Dorothy Gish som Rose
- Mae Marsh som Mary
- Walter Miller
- Harry Hyde
- Lionel Barrymore